# Dryopteris oligodonta
Dryopteris oligodonta är en träjonväxtart som först beskrevs av Nicaise Augustin Desvaux, och fick sitt nu gällande namn av Pichi-serm. Dryopteris oligodonta ingår i släktet Dryopteris och familjen Dryopteridaceae. Inga underarter finns listade.

## Bildgalleri

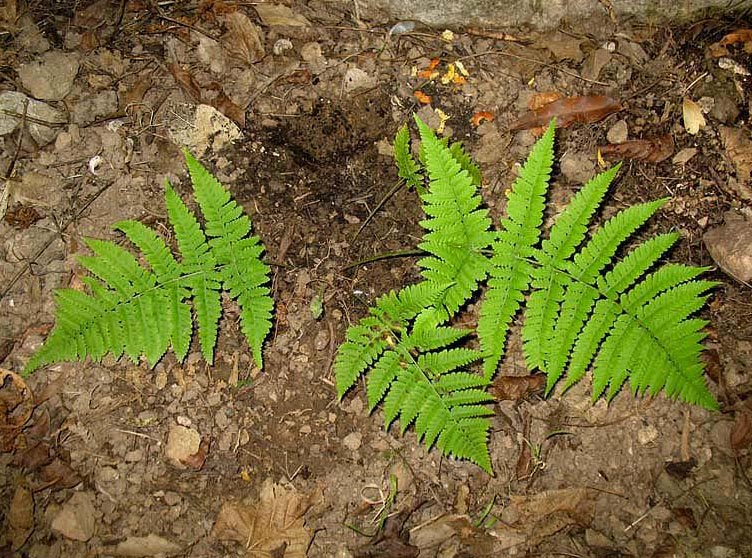
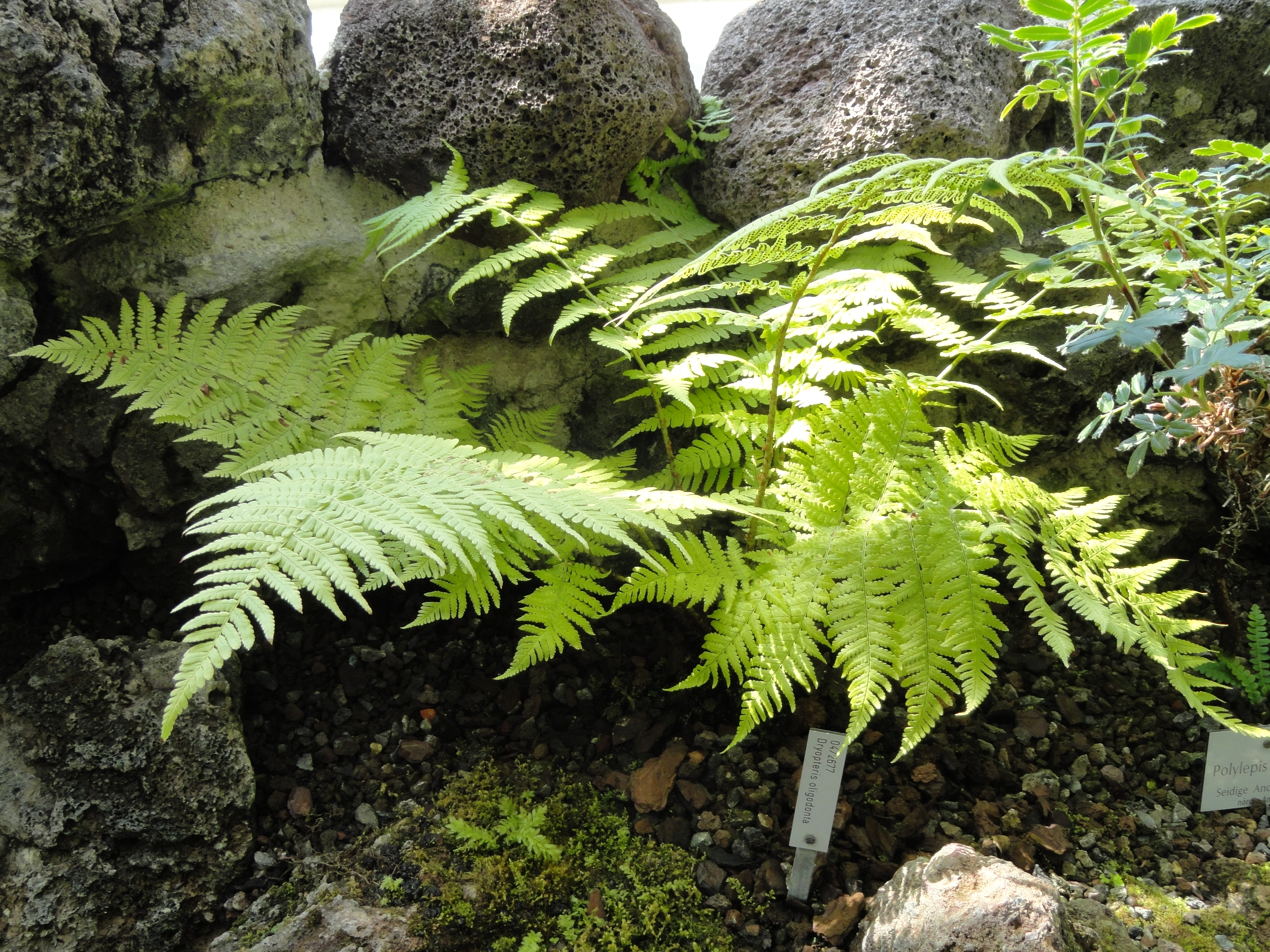
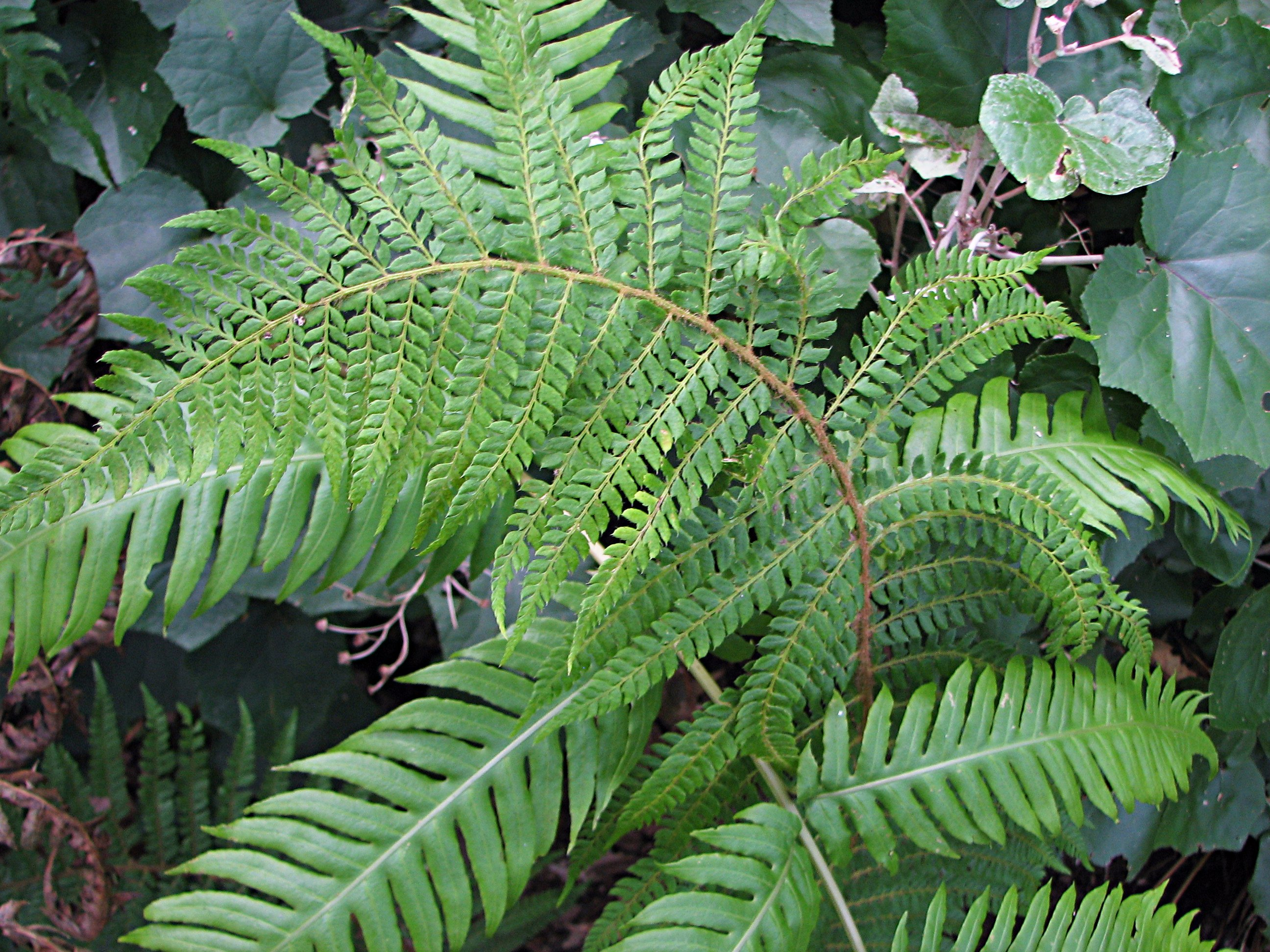